# Tostapane

Tostapane elettrico verticale

Il tostapane è un elettrodomestico che viene utilizzato per tostare o abbrustolire fette di pane (generalmente pane in cassetta) al fine di renderlo più croccante e fragrante, o per preparare i toast.

## Storia
Prima dello sviluppo del tostapane elettrico, il pane a volte veniva tostato disponendolo in una struttura di metallo che veniva sospesa sopra un fuoco.
Nel 1905 Frank Shailor inventò il primo tostapane elettrico funzionante, prodotto poi dal 1909 dalla General Electric.
Nel 1919 Charles Strite brevettò il tostapane automatico. L'inventore statunitense depositò il principio di un tostapane (invenzione che ha molti padri) con un timer che consentisse di tenerlo acceso solo il tempo necessario ad abbrustolire le fette di pane, evitando che si bruciassero; Strite poté inoltre sfruttare la nuova lega metallica cromo-nichel, particolarmente resistente alle alte temperature.

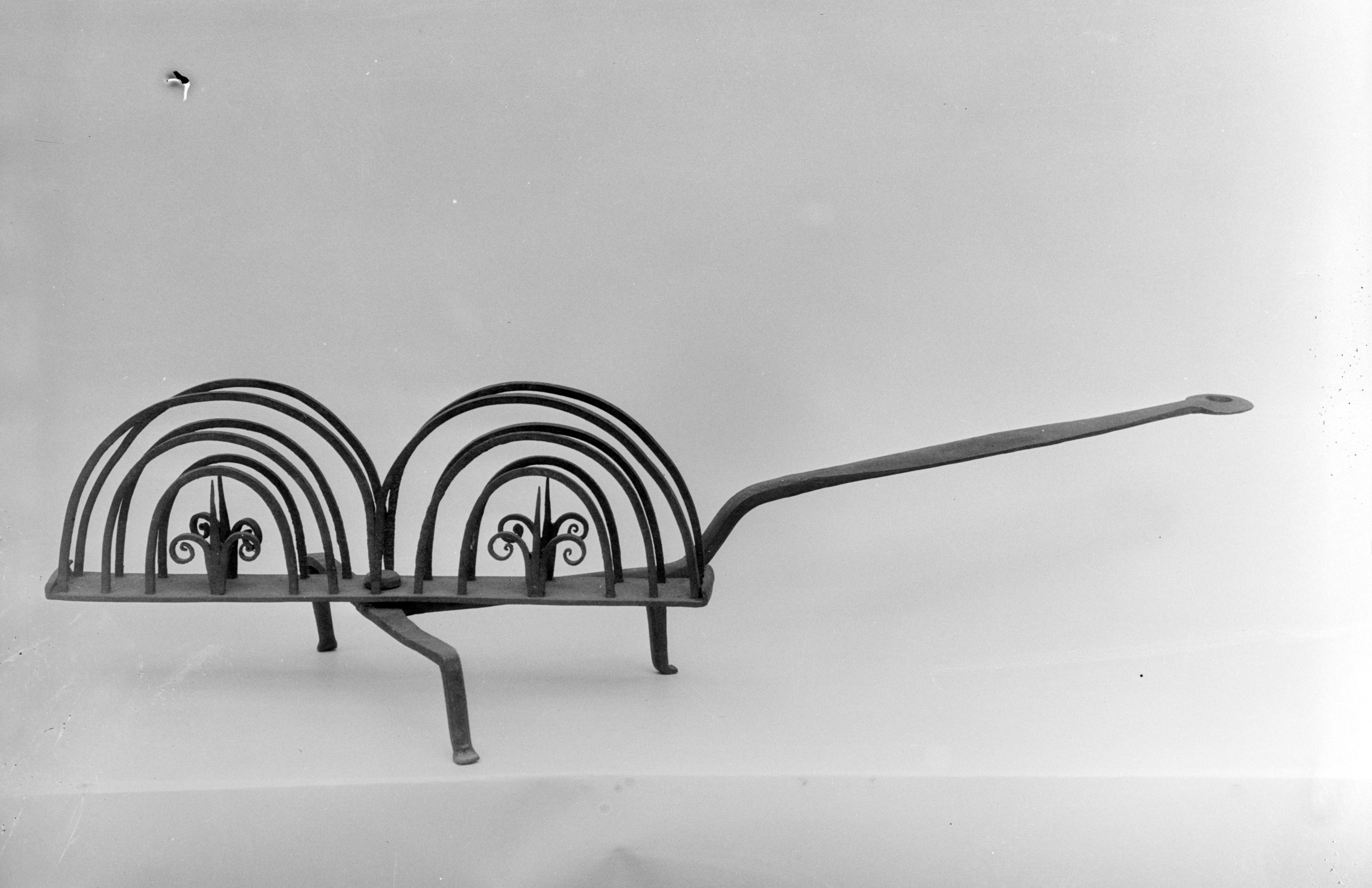
Antico tostapane non elettrico del XVIII secolo (Metropolitan Museum of Art, New York).
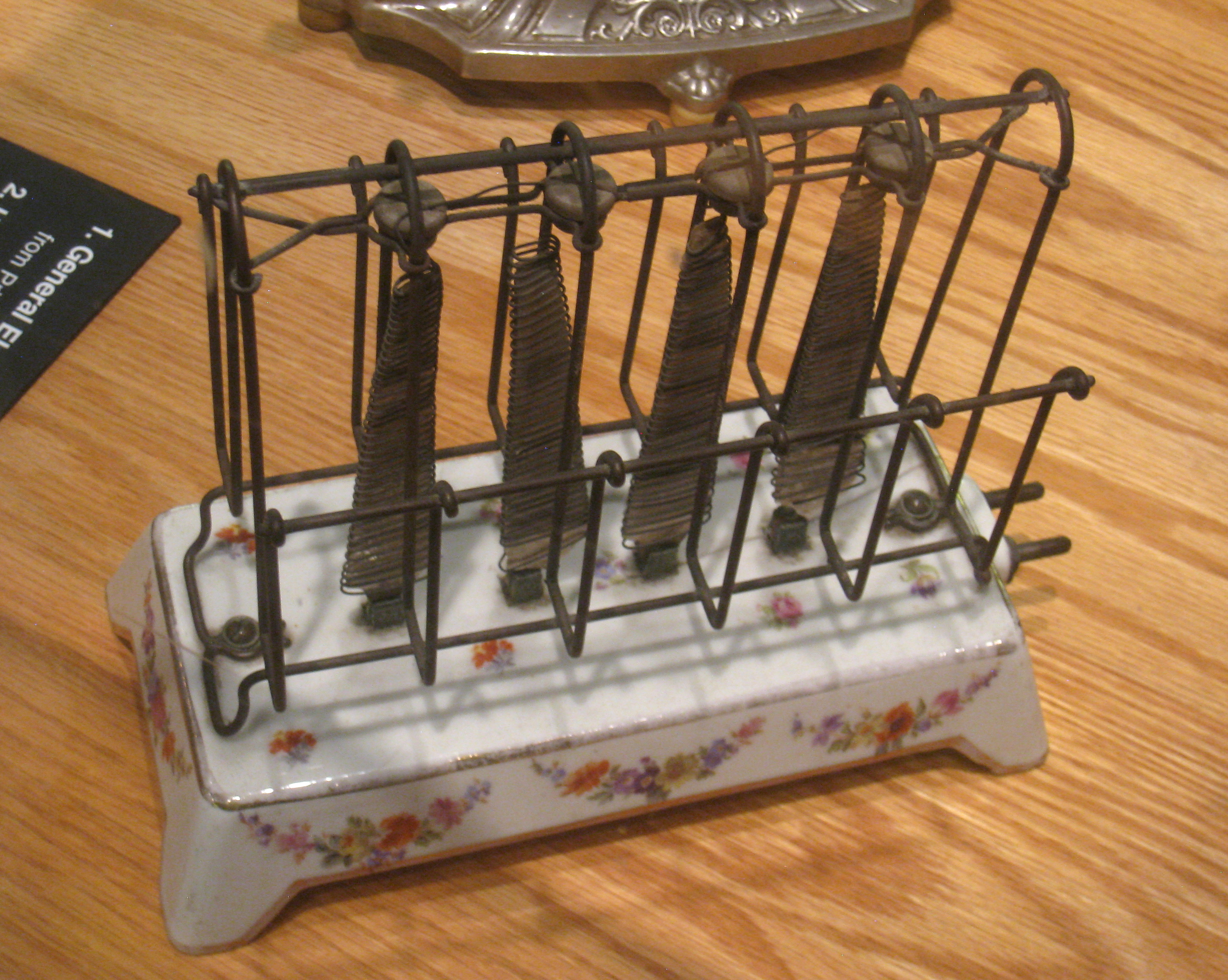
Tostapane General Electric modello D-12 degli anni 1910 (National Museum of American History, Washington)
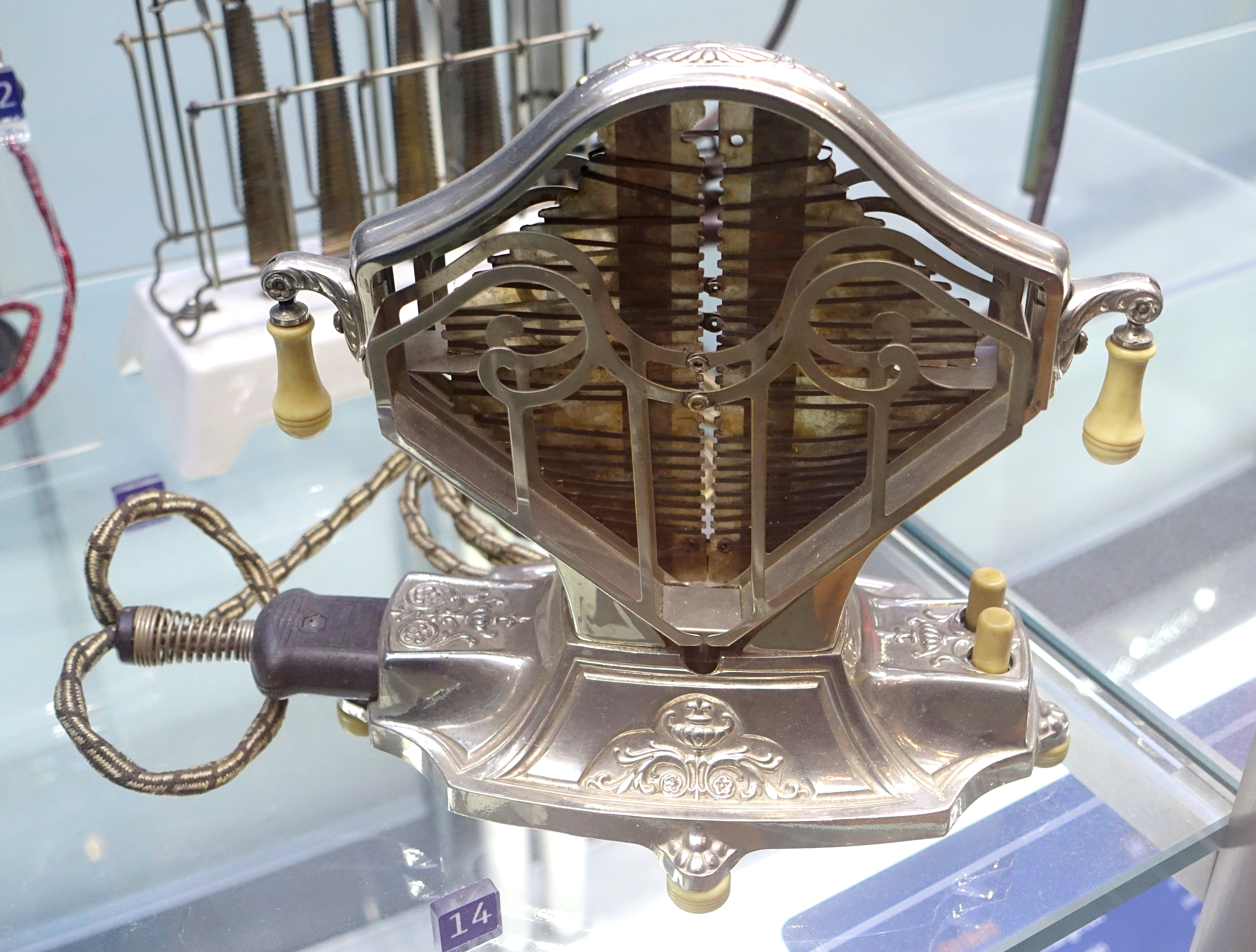
Tostapane della fine degli anni 1920 (Museo della scienza e dell'industria, Chicago)
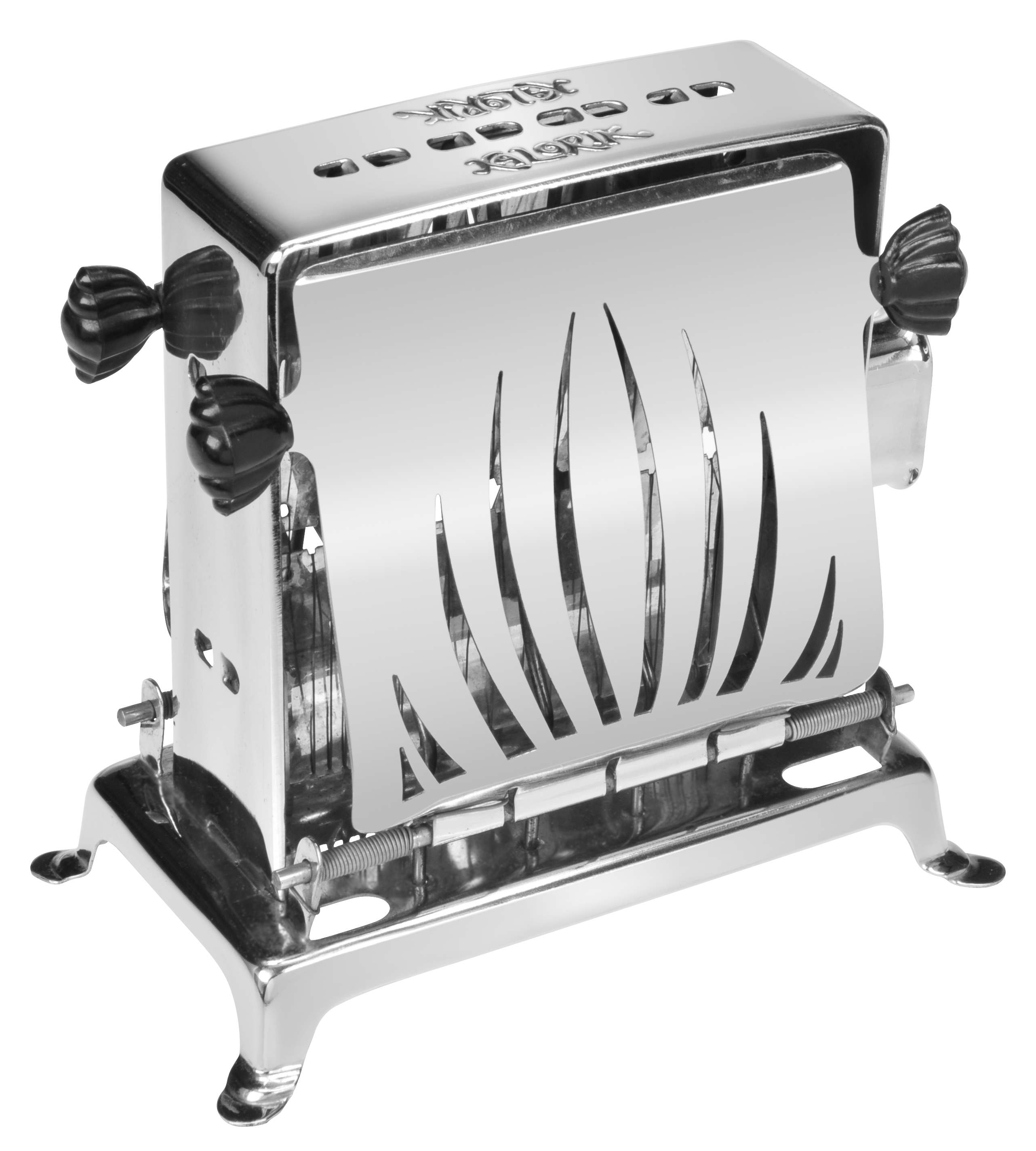
Tostapane "Kalorik" degli anni 1930

### La bufala di Alan MacMasters
Al 2012 risale la bufala di Alan MacMasters, nata da uno scherzo di uno studente scozzese-giapponese, che modificò la pagina di Wikipedia in lingua inglese sul tostapane, indicando come inventore del tostapane elettrico un certo scozzese "Alan MacMasters", che era in realtà il nome dello stesso studente autore dello scherzo.
In seguito alla vicenda, molti per anni credettero che tale Alan MacMasters fosse l'inventore del tostapane elettrico, tanto che tale falsa informazione fu riportata anche in un articolo del Daily Mirror. La burla si spinse ancora più avanti, con la creazione di una pagina su Wikipedia sul finto inventore con tanto di foto e fonti (le stesse che avevano creduto alla bufala), fino a quando, dopo 9 anni, non fu scoperta.

## Descrizione e funzionamento

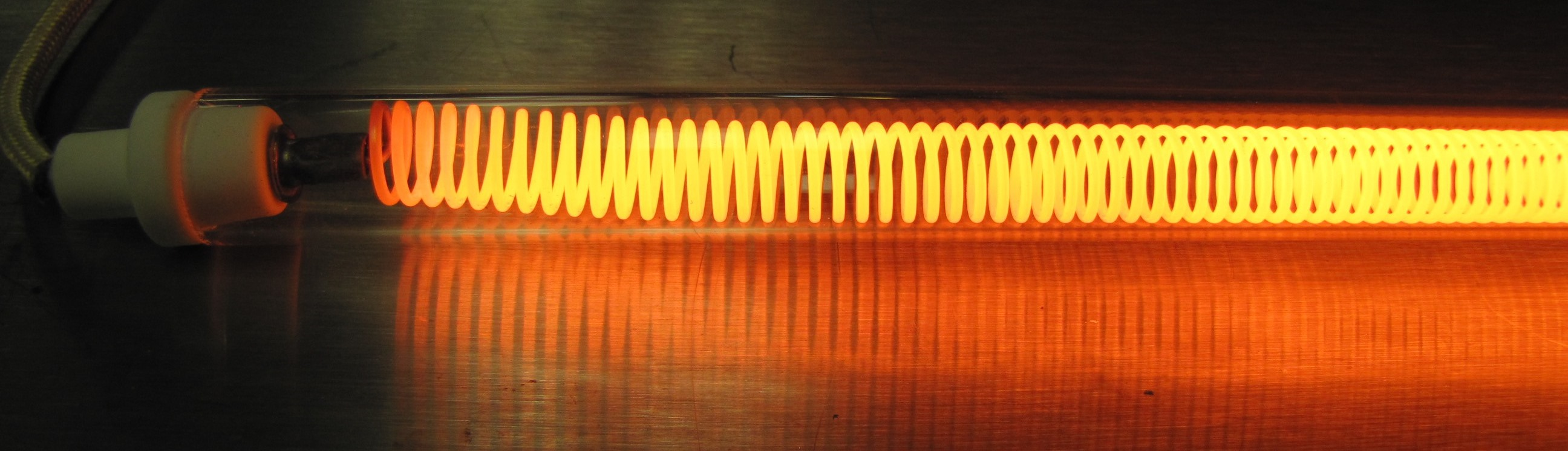
Serpentina di riscaldamento al quarzo di un tostapane con nastro trasportatore.

Gli elementi principali comunemente presenti in un tostapane elettrico sono:
- Elemento riscaldante: nei tostapane elettrici il pane viene scaldato attraverso delle resistenze[4] che scaldano le fette di pane sfruttando l'effetto Joule, che consiste nel riscaldamento della resistenza quando viene attraversata dalla corrente elettrica.[5] Un tipo di resistenze comunemente usate sono quelle con filo in lega di nichel e cromo (chiamata nichelcromo) su foglio di mica.[6] Un moderno tostapane, con uno o due scompartimenti per le fette di pane, impiega da 1 a 3 minuti per tostare delle fette di pane.[senza fonte]
- Vassoio o cassetto raccogli-briciole: ha lo scopo di raccogliere le briciole di pane o i residui di condimento che cadono sul fondo.[6]
- Timer: una volta raggiunto il tempo di tostatura, il timer spegne in automatico l'elemento riscaldante e aziona l'eventuale meccanismo che fa uscire i toast.[6] Molti tostapane offrono inoltre la possibilità di regolare il livello di tostatura in base alle preferenze personali,[6] consentendo di ottenere toast più chiari o più scuri a seconda dei gusti.

Alcuni tostapane sono dotati inoltre di:
- Scomparti aggiuntivi per cucinare uova o pancetta, consentendo di preparare una colazione completa utilizzando un solo elettrodomestico.
- Funzioni aggiuntive di riscaldamento e scongelamento.[7][6] La funzione di riscaldamento permette di riscaldare il pane già tostato senza bruciarlo ulteriormente, mentre la funzione di scongelamento è utile per scongelare e tostare pane congelato.
- Una ventola per distribuire uniformemente il calore, garantendo una tostatura uniforme su entrambi i lati del pane. Si parla in questo caso di "tostapane a convezione".

Le ultime innovazioni nel campo dei tostapane includono modelli intelligenti dotati di connettività Wi-Fi e app mobili, che consentono di controllare e monitorare il processo di tostatura da remoto attraverso lo smartphone.

## Tipi
A seconda della posizione delle fette di pane all'interno del tostapane, si distingue tra tostapane orizzontali e verticali.

### Tostapane elettrici verticali

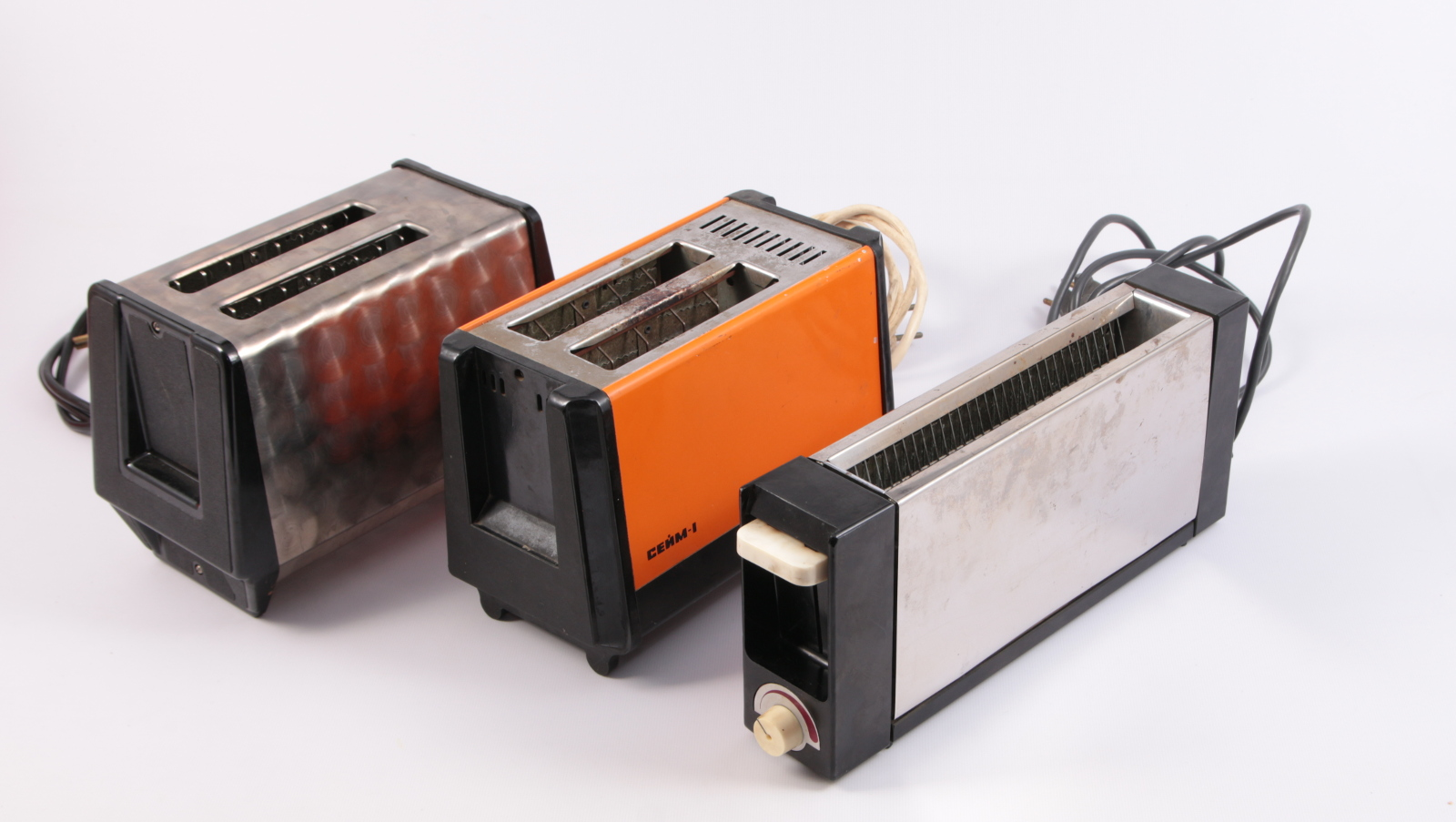
Esempi di tostapane elettrici verticali

I tostapane verticali sono solitamente utilizzati per la tostatura di singole fette di pane, inserite in appositi slot.

I tostapane a slot singolo possono tostare una fetta alla volta. I tostapane a slot multipli hanno invece due o più slot per il pane, consentendo di tostare più fette contemporaneamente. Esistono anche tostapane dotati di slot che si adattano alla lunghezza del pane, consentendo di tostare fette di pane lunghe o di forma non convenzionale, come baguette o panini.
A seconda del modello di tostapane, le fette di pane da tostare sono inserite direttamente nella fessura oppure sono alloggiate all'interno di apposite pinze.

Nei tostapane con pinze, l'abbassamento della pinza all'interno della fessura fa accendere automaticamente il timer e l'elemento riscaldante, oltre ad un elettromagnete che ha il compito di mantenere abbassate le pinze. Quando il timer ha raggiunto il tempo di tostatura impostato, viene spento in automatico l'elettromagnete e attraverso l'azione di alcune molle le pinze sono alzate, facendo così "uscire" i toast dal tostapane.
Nei modelli meno avanzati, l'elettromagnete non viene comandato dal timer, bensì da un sensore di temperatura a termocoppia. Il sistema a termocoppia ha lo svantaggio di mantenere i toast all'interno del tostapane per più tempo durante la prima tostatura e per meno tempo durante le tostature successive (in quanto il tostapane risulta già caldo), per cui il tostapane deve essere fatto raffreddare dopo ogni utilizzo per potere ottenere ogni volta la giusta tostatura.

### Tostapane elettrici orizzontali
Generalmente nei tostapane orizzontali le fette sono semplicemente poggiate su un vassoio orizzontale del tostapane oppure su un nastro che li sposta lentamente dall'ingresso all'uscita. Nei tostapane verticali invece le fette sono tenute in posizione verticale da apposite pinze.
Rispetto ai tostapane verticali, i tostapane orizzontali sono più pratici da ripulire dai residui di cibo e sono particolarmente adatti per i toast farciti.

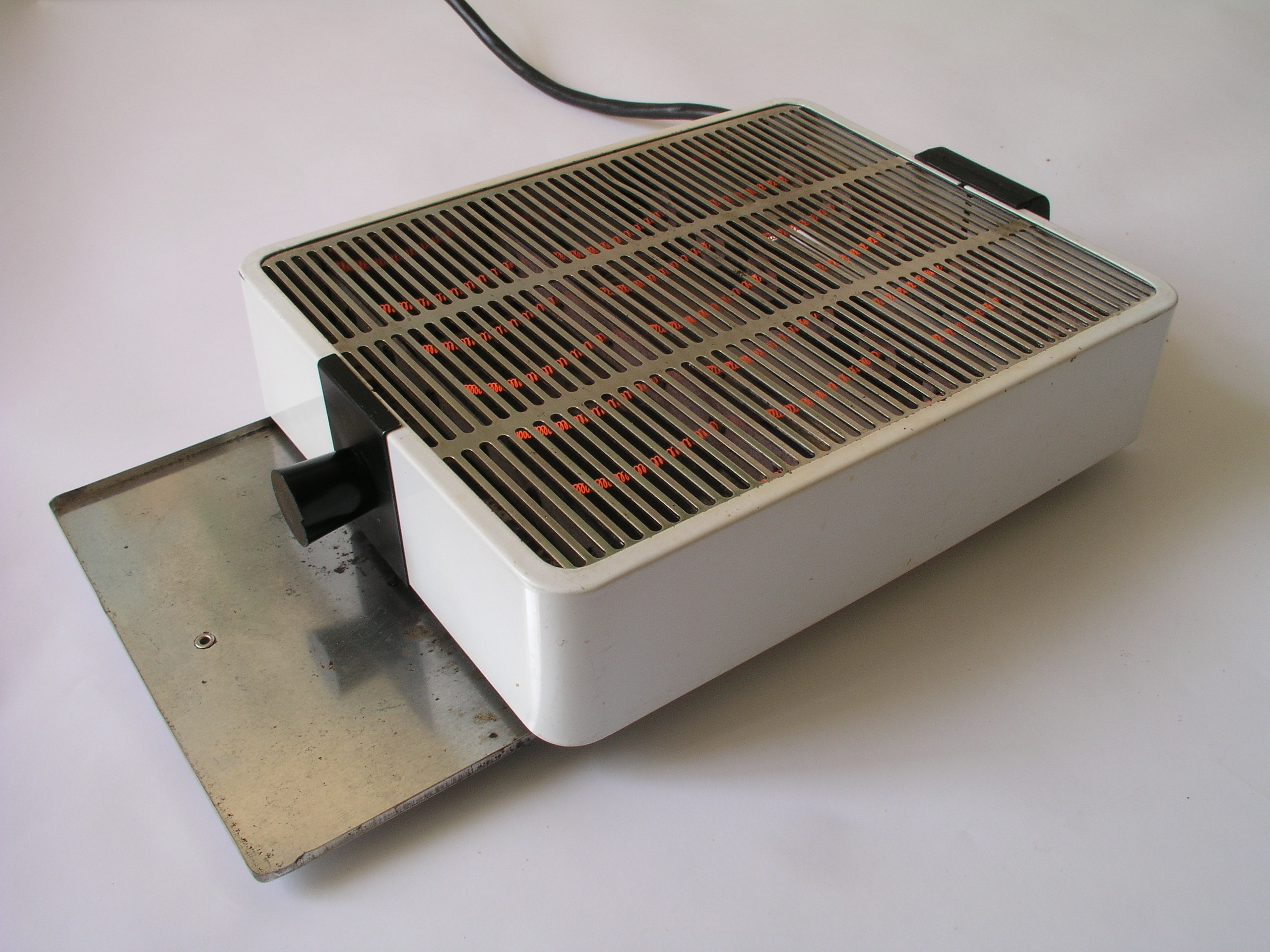
Esempio di tostapane elettrico orizzontale
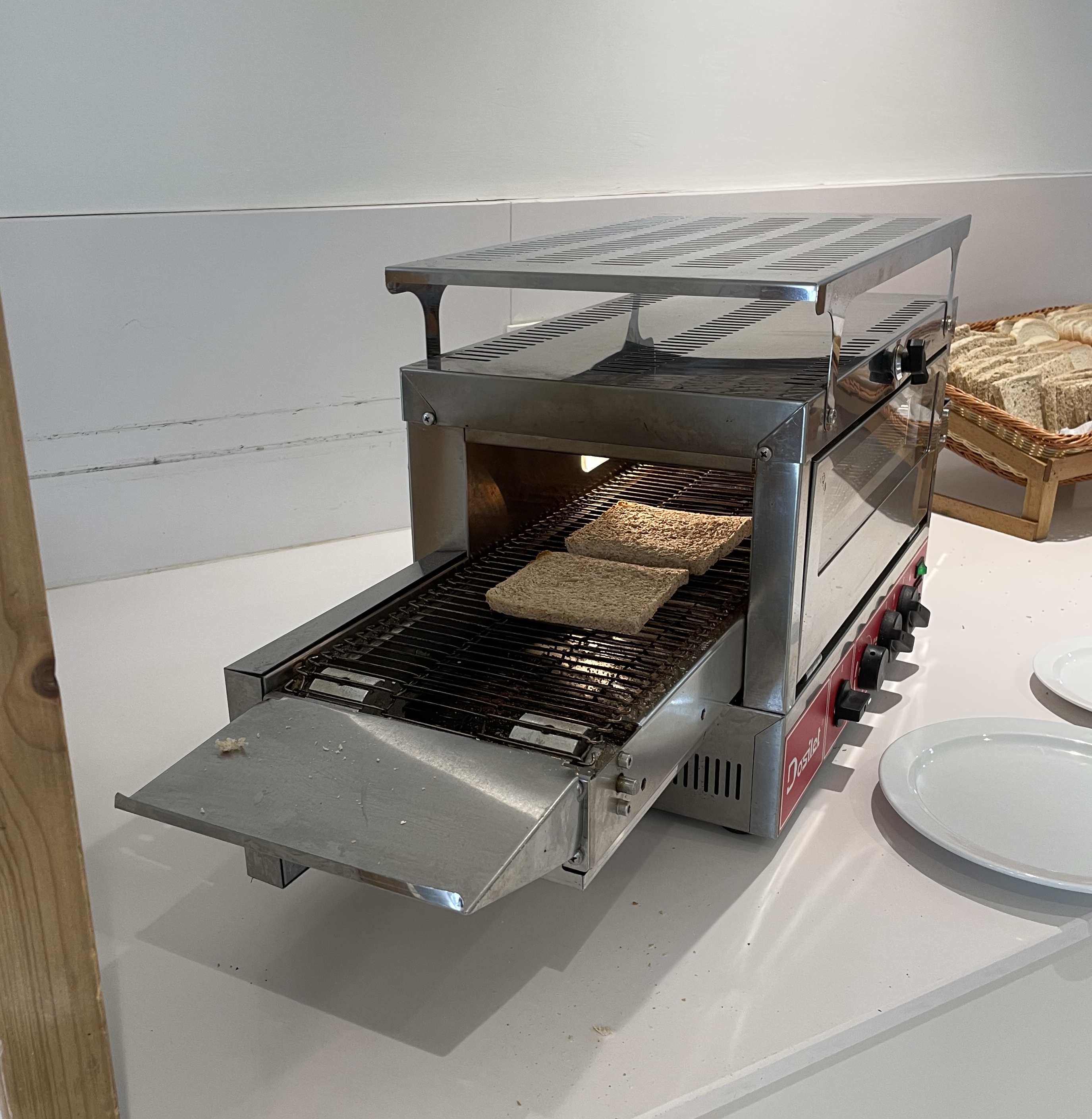
Tostapane orizzontale con nastro trasportatore

### Tostapane non elettrici

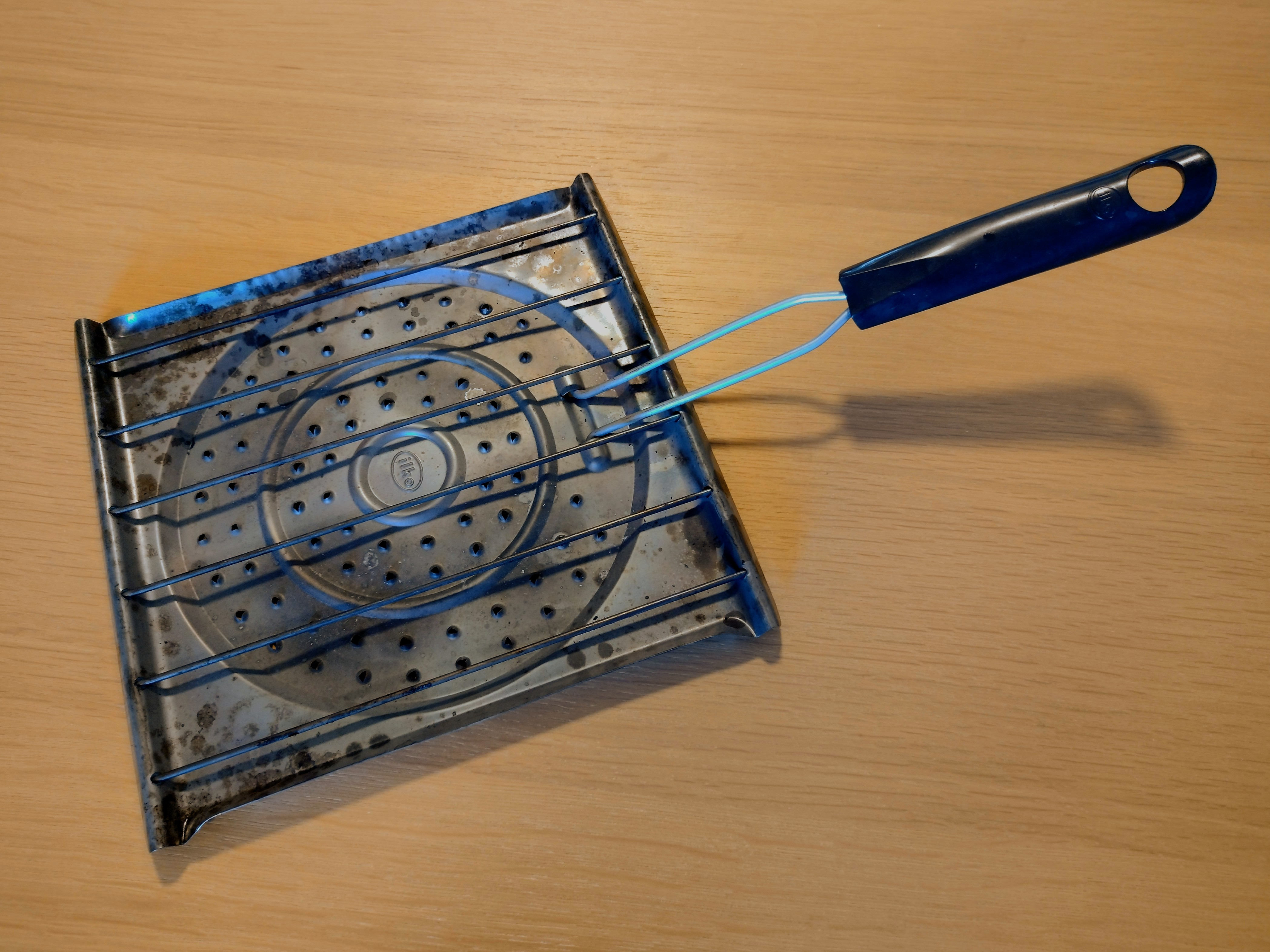
Esempio di tostapane non elettrico, utilizzato in Cile

Esistono anche tostapane non elettrici, che sfruttano il calore dei fornelli della cucina per tostare in pane, come una padella.

## Collezionismo e design
I tostapane più rari e costosi al mondo includono:
- il Chrome Toastmaster appartenuto a Marilyn Monroe, venduto all'asta per 2.560 dollari nel 2016;[8]
- il tostapane regalato ad Elton John e Renate Blauel (sua prima moglie) come regalo di nozze, con la dedica personalizzata ai due coniugi, venduto all'asta per 1.062 dollari nel 2008.[8]

## Pericoli per la salute e la sicurezza
I tostapane possono essere causa di incendio per vari motivi. Lasciare il pane a tostare per un tempo troppo lungo può fare bruciare il pane, con produzione di fumo e fare incendiare il tostapane. Un'altra possibile causa di incendio è lasciare il tostapane collegato alla presa di corrente dopo l'utilizzo: ciò può causare non solo il surriscaldamento e il cortocircuito del tostapane, ma anche il sovraccarico dell'impianto elettrico domestico. Anche la mancata pulizia del tostapane dopo il suo utilizzo può essere causa di incendi, in quanto le briciole e altri residui di cibo sul fondo del tostapane potrebbero infiammarsi. Un incendio può originarsi anche se si caricano nel tostapane troppe fette di pane alla volta o fette di pane troppo grandi, che potrebbero causare il blocco del meccanismo di tostatura, che quindi non si spegnerebbe, continuando a sprigionare calore.
Al tostapane sono associati anche rischi elettrici, che possono essere causati ad esempio dall'utilizzo del tostapane vicino al lavello oppure dall'utilizzo con pane congelato, che nel tostapane andrebbe a produrre acqua dallo scongelamento, con conseguente rischio di cortocircuito dell'apparecchio.

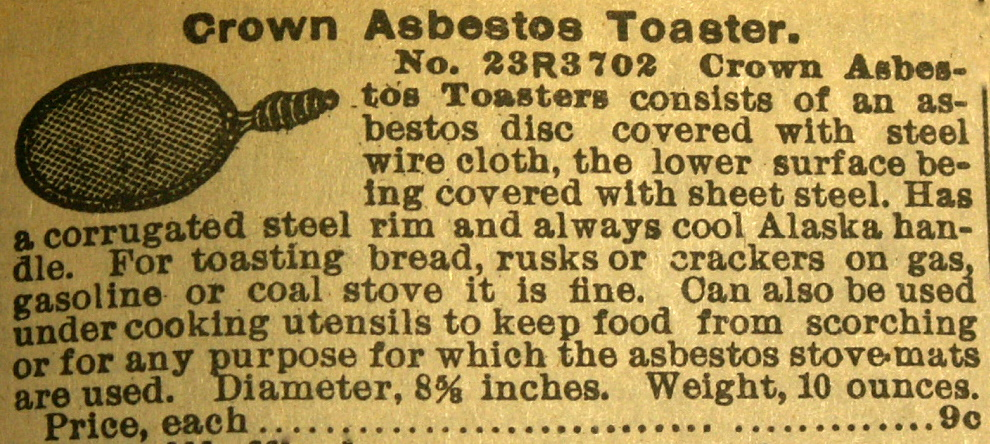
Descrizione commerciale del 1902 di un tostapane in amianto.

Nei tostapane più vecchi, potrebbe inoltre essere presente amianto, con conseguente rischio per la salute umana. Sebbene l'uso dell'amianto sia stato bandito da tempo, i tostapane moderni possono contenere altre sostanze chimiche potenzialmente nocive per la salute, come ad esempio il teflon.

## Normativa e standard

### In Europa
Nell'Unione Europea i tostapane, come molti altri prodotti, sono soggetti alla legislazione sulla sicurezza dei prodotti, che include il Regolamento sulla sicurezza generale dei prodotti e, se il prodotto rientra in particolari categorie, le norme dell'Unione sulla marcatura CE (tra cui, ad esempio: la Direttiva bassa tensione, la Direttiva RoHS e la Direttiva sulla compatibilità elettromagnetica).
Per garantire i requisiti di sicurezza stabiliti dal Regolamento sulla sicurezza generale dei prodotti e, ove applicabili, dalle norme sulla marcatura CE, tali norme (obbligatorie) contemplano anche l'utilizzo di norme tecniche armonizzate e non (spesso, ma non sempre, adottabili dai fabbricanti su base puramente volontaria). Alcune delle norme tecniche europee che riguardano nello specifico la sicurezza dei tostapane sono:
- EN 60335-2-9 Household and similar electrical appliances - Safety - Part 2-9: Particular requirements for grills, toasters and similar portable cooking appliances [19]
- EN 60335-2-48 Household and similar electrical appliances - Safety - Part 2-48: Particular requirements for commercial electric grillers and toasters [20]
- EN 60442 Electric toasters for household and similar purposes - Methods for measuring the performance [21]